# SN 2005ix
SN 2005ix – supernowa typu Ia odkryta 21 października 2005 roku w galaktyce A204155+0105. W momencie odkrycia miała maksymalną jasność 22,00m.